# Oldbury (West Midlands)
Oldbury è una località della contea delle West Midlands, in Inghilterra.